# Begonia herbacea
Begonia herbacea es una especie de planta perenne perteneciente a la familia Begoniaceae. Es originaria de Sudamérica.

## Distribución
Es un endemismo de Brasil donde se encuentra en la Mata Atlántica distribuida en São Paulo, Río de Janeiro, Paraná y Santa Catarina.

## Taxonomía
Begonia herbacea fue descrita por José Mariano da Conceição Vellozo y publicado en Florae Fluminensis Icones 10: pl. 53. 1827[1831].
Etimología
Begonia: nombre genérico, acuñado por Charles Plumier, un referente francés en botánica, honra a Michel Bégon, un gobernador de la excolonia francesa de Haití, y fue adoptado por Linneo.
herbacea: epíteto latino que significa "herbáceo".
sinonimia
- Begonia attenuata Klotzsch ex Regel
- Begonia attenuata var. herbacea (Vell.) Brade
- Begonia herbacea var. ellipticifolia Irmsch.[3]